# スカンディアーノ
スカンディアーノ（伊: Scandiano）は、イタリア共和国エミリア＝ロマーニャ州レッジョ・エミリア県にある、人口約26,000人の基礎自治体（コムーネ）。

## 地理

### 位置・広がり

#### 隣接コムーネ
隣接するコムーネは以下の通り。
- アルビネーア
- カザルグランデ
- カステッララーノ
- レッジョ・エミリア
- ヴィアーノ

### 気候分類・地震分類
スカンディアーノにおけるイタリアの気候分類 (it) および度日は、zona E, 2473 GGである。
また、イタリアの地震リスク階級 (it) では、zona 3 (sismicità bassa) に分類される。

## 行政

### 分離集落
スカンディアーノには以下の分離集落（フラツィオーネ）がある。
- Arceto, Bosco, Cacciola, Ca' de' Caroli, Mazzalasino, Chiozza, Fellegara, Iano, Pratissolo, Rondinara, San Ruffino, Ventoso

## 姉妹都市
- Blansko、チェコ 1964年
- Tubize、ベルギー 1975年
- Almansa、スペイン 1989年

## 文化・観光
「スローシティ」加盟都市である。

## 人物

### 著名な出身者
- ロマーノ・プローディ - 経済学者、政治家。イタリア共和国首相。